# 麻田駒之助
麻田 駒之助（あさだ こまのすけ、明治2年10月14日（1869年11月17日） - 昭和23年（1948年）11月24日）は、日本の出版者、中央公論社の初期の社長。『ホトトギス』の俳人で俳号を椎花。

## 経歴
京都出身。京都府人麻田栄之進の長男として生まれ、京都府立中学校（現・京都府立洛北高等学校・附属中学校）卒。西本願寺内局に勤務し、大谷光瑞の意向により1892年（明治25年）、反省会庶務係となり上京、『反省雑誌』の編集に当たる。1899年（明治32年）同誌を『中央公論』と改称。1904年（明治37年）、反省会社長となり、滝田樗陰が編集を担当して言論・文芸雑誌として売り上げを拡大したため編集実務を滝田に委ね、1914年（大正3年）に社名を中央公論社と改めた。社は本郷西片町の麻田の自宅内にあった。1925年（大正14年）に樗陰が死去すると会社は危機を迎え、麻田は嶋中雄作に社を譲った。

## 自邸
日本最初期の住宅作家とされる保岡勝也による和洋折衷住宅として1921年に竣工。文京区西片2丁目にあり、洋館、茶室も付随する。中央公論社発足時は、２階８畳間の畳の上にゴザを敷いて、その上に二、三脚の椅子と机を並べて事務所としていた。のちに平野家の手に渡り、現在「平野家住宅」の名で登録有形文化財となっている。